# Слабкий штучний інтелект
Слабкий штучний інтелект ( слабкий ШІ ) — це штучний інтелект, який реалізує певну частину своїх можливостей або, як вузький ШІ,    зосереджений на одній вузькій сфері. За словами Джона Серля, він "був би корисним для перевірки гіпотез про інтелект, але насправді не замінив би його".  Слабкий штучний інтелект зосереджується на імітації того, як люди виконують базові дії, такі як запам’ятовування речей, сприйняття речей і вирішення простих проблем.  На противагу сильному штучному інтелекту, який використовує технології для самостійного мислення та навчання. Комп’ютери здатні використовувати такі методи, як алгоритми та попередні знання, щоб розвивати власні способи мислення, як це роблять люди.  Загальні (сильні) системи штучного інтелекту вчаться працювати незалежно від програмістів, які їх запрограмували. Слабкий ШІ не здатний мати власний розум і може лише імітувати реальну поведінку, яку спостерігає. 

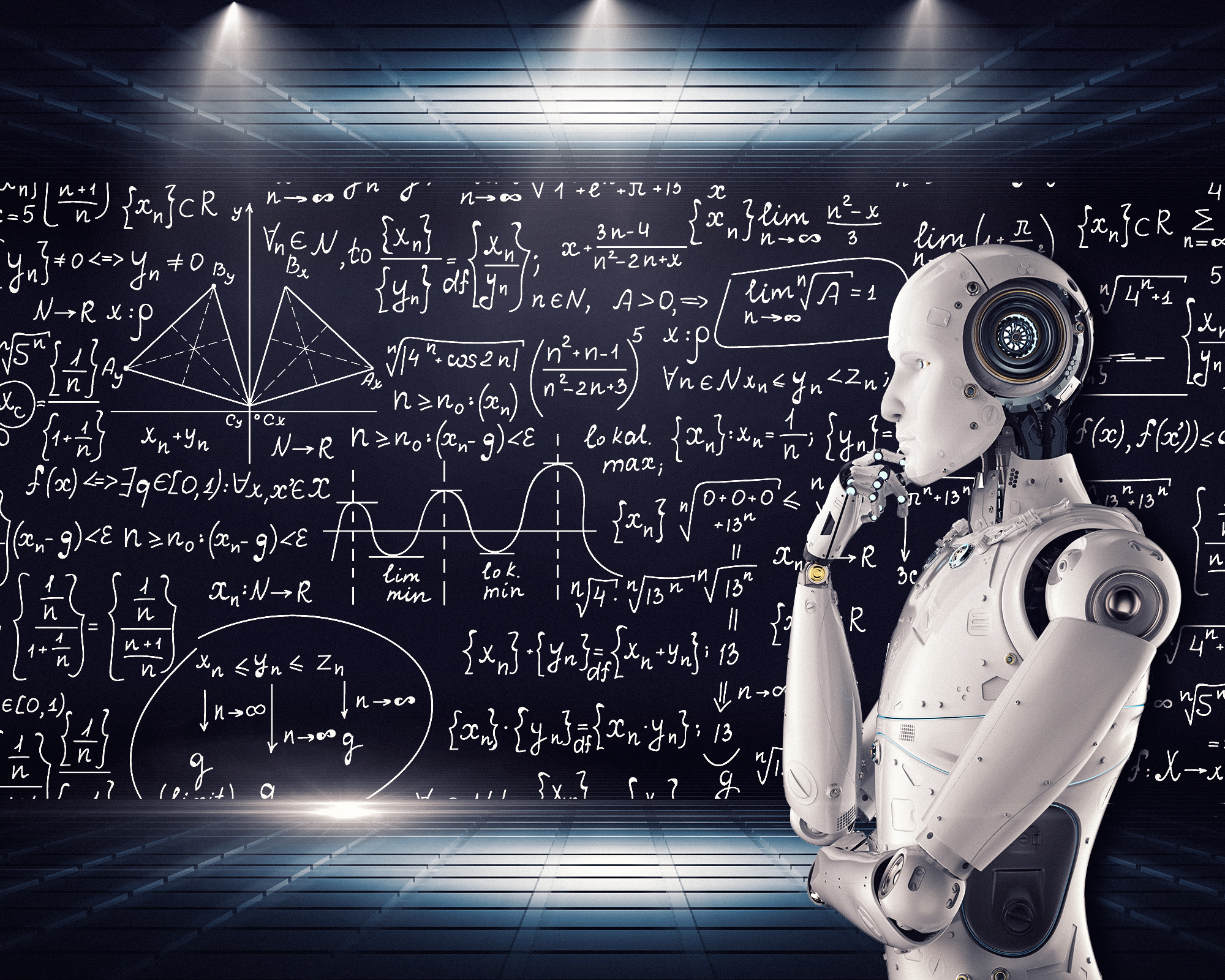
Робот, який використовує слабкий штучний інтелект для «мислення» та вирішення математичних формул і обчислень

Він протиставляється сильному штучному інтелекту, який визначається по-різному:
- Сильний (загальний) штучний інтелект : машина зі здатністю застосовувати інтелект до будь-якої проблеми, а не лише до однієї конкретної.
- Інтелект людського рівня : машина з інтелектом, подібним до людського.
- Суперінтелект : машина зі значно вищим інтелектом, ніж середньостатистичний людський.
- Штучна свідомість : машина, яка має свідомість, почуття та розум .

Такі вчені, як Антоніо Лієто, стверджують, що сучасні дослідження як ШІ, так і когнітивного моделювання повністю узгоджуються з гіпотезою слабкого ШІ (яку не слід плутати з відмінністю між "загальним" і "вузьким" ШІ). І популярне припущення про те, що когнітивні системи ШІ підтримують гіпотезу сильного ШІ, погано сформульоване і проблематичне, оскільки "штучні моделі мозку і розуму можуть бути застосовані для розуміння ментальних явищ, не вдаючи з себе реальні явища" (ст. 85) (що, з іншого боку, випливає з припущення про сильний ШІ).

ШІ можна класифікувати як такий, що "...обмежується одним, чітко визначеним завданням. Більшість сучасних систем ШІ можна віднести до цієї категорії".  "Вузький"(слабкий) означає, що робот або комп'ютер строго обмежений вирішувати лише одну задачу за раз. Сильний ШІ - навпаки. Сильний ШІ максимально наближений до людського мозку або розуму. Так вважав філософ Джон Серль. Ця ідея сильного ШІ також є суперечливою, і Серл вважає, що тест Тьюринга (створений Аланом Тьюрингом під час Другої світової війни, спочатку називався "Імітаційна гра" і використовувався для перевірки того, чи є машина такою ж розумною, як людина) не є точним або придатним для тестування сильного ШІ.